# Мэннинг, Роберт

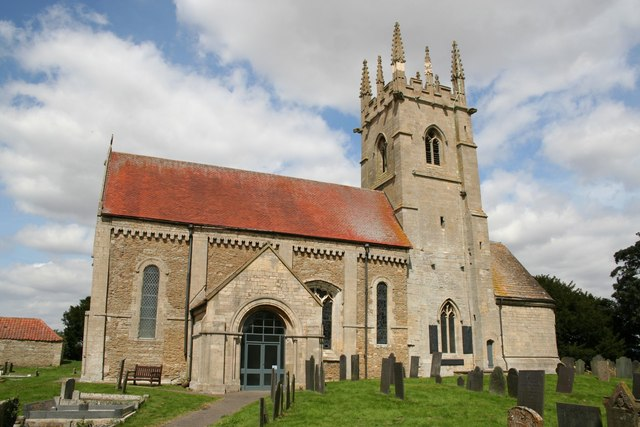
Церковь Св. Андрея в Семпрингеме, Линкольншир, XII в.

Роберт Мэннинг, также Роберт де Брюнн (англ. Robert Mannyng или Robert Mannyng of Brunne, или Robert de Brunne; не позже 1275 — после 1338) — английский хронист и поэт, монах-гильбертинец, автор рифмованной «Хроники Мэннинга», излагающей исторические события от легендарного заселения Англии троянцами до 1338 года.

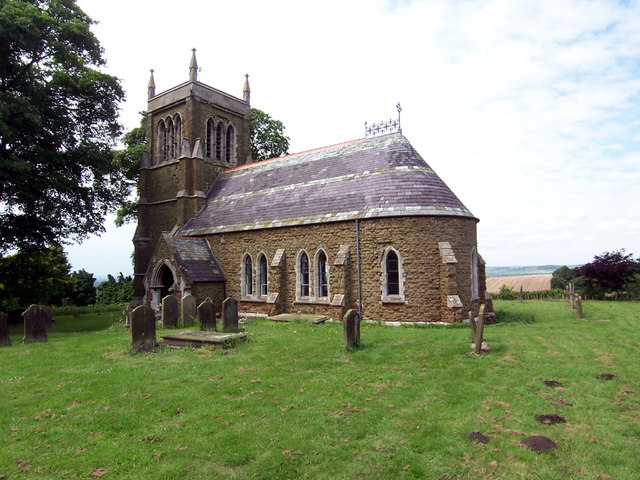
Церковь Всех Святых в Сиксхилсе, Линкольншир, XIV в.

## Биография

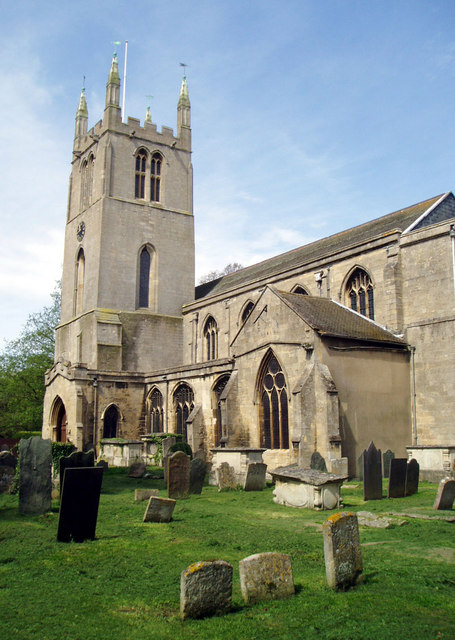
Соборная церковь аббатства Св. Петра и Павла в Бурне, Линкольншир, XI в.

Основные сведения о Мэннинге содержатся в двух основных его трудах — «Наставлении о грехах» и «Хронике Мэннинга», в которых также рассказывается о резиденциях гильбертинского ордена в Семпрингеме (Южный Кестивен, Линкольншир) и Сиксхилсе (Западный Линдси, Линкольншир), а также его приорате в Кембридже.
Может быть отождествлен с сэром Робертом де Брюнном, капелланом, упомянутым в качестве исполнителя в завещании из Линкольна, датированном 1327 годом. Его имя указывает, что он происходил из города Brunne, известного ныне как Бурне (Южный Кестивен, Линкольншир), располагавшегося в 6 милях к югу от Семпрингемского приората гильбертинцев. Это подтверждается тем фактом, что свои труды он посвящает семпрингемской братии, к которой в течение примерно 15 лет принадлежал сам.
Вступил Роберт в орден в 1288 году, получив начальное образование в монастыре, после чего направлен был для обучения в Кембридж. По его собственному утверждению, учился там вместе с будущим королём Шотландии Робертом Брюсом и его братьями Томасом и Александром. По окончании обучения около 1300 года получил назначение в приорат в Сиксхилсе неподалёку от Маркет-Рейзена (Западный Линдси, Линкольншир).
В течение 15 лет (1302—1317) был каноником Сепрингемского приората гильбертинцев, как это следует из его предисловия к поэме «Наставление о грехах», отлучаясь из обители лишь для собирания материалов для своих исторических трудов. Периодически посещал также августинское аббатство Св. Петра и Павла в Бурне, с монахами которого вёл переписку и которое неоднократно упоминает в своих сочинениях.
Точная дата смерти его неизвестна, но, вероятно, скончался он после 1338 года в Сиксхилском приорате в возрасте не менее 70 лет.

## Сочинения
Основным сочинением его является рифмованная «Хроника Мэннинга» (англ. Mannyng's Chronicle), к работе над которой он приступил в Сиксхилской обители в 1327 году, в начале правления Эдуарда III, и которую, по его собственным словам, закончил между 3 и 4 часами, в пятницу, 15 мая 1338 года.
Хроника состоит из 24 304 октосиллабических стихов в двух частях: первая содержит 15 946 стихов и излагает события со времён легендарного Брута Троянского до правления древневаллийского короля Кадваладра, правителя Гвинеда (VII в.), вторая состоит из 8 358 стихов и доводит события до времён Эдуарда III. Основными источниками для первой части послужили «Церковная история англов» Беды Достопочтенного (732), «История королей Британии» Гальфрида Монмутского (1136) и «Роман о Бруте» нормандского поэта Васа (1155), для второй — хроника монаха-августинца Питера Лэнгтофта (ум. 1307), а также исторические сочинения Уильяма Мальмсберийского и Генриха Хантингдонского (XII в.).
Первая часть хроники в значительной степени носит легендарный характер, излагая, помимо мифической генеалогии английских королей, предания о короле Артуре, игнорирование истории которого Гильдасом и Бедой вызывает у самого Мэннинга удивление, а также о Хавелоке Датчанине и пр. эпических героях. Историческая ценность второй части значительно выше; помимо рассказов о правлении и войнах норманнов и Плантагенетов, она содержит немало оригинальных свидетельств, в частности, о походе Эдуарда I в Палестину (1271—1272), смерти последнего независимого правителя Уэльса Лливелина ап Грифида (1282) и предательстве прево Брюгге, якобы обещавшего передать короля Эдуарда в руки его врагов во время войны с французами на континенте (1297—1299).
«Хроника Мэннинга» сохранилась в двух рукописях XIV века, манускрипте Petyt MS 511 из Библиотеки Внутреннего храма (Лондон), более полном, и манускрипте Lambeth MS 131 из библиотеки Ламбетского дворца, имеющем лакуны, а также в нескольких фрагментах из Бодлианской библиотеки Оксфордского университета, собрания Харли Британской библиотеки, библиотеки Кембриджского университета, Библиотеки редких книг и рукописей Бейнеке Йельского университета и др.
Из других сочинений Мэннинга известна рифмованная религиозно-дидактическая поэма «Наставление о грехах» (англ. Handlyng Synne), написанная на среднеанглийском языке в 1303 году, в основе которой лежит произведение англонормандского поэта XIII века Уильяма из Уэддингтона «Справочник грехов» (лат. Manuel des pechiez, англ. Manual of the Sins). Она состоит из примерно 13 000 восьмисложных ямбических строк и представляет собой свод наставлений мирянам и клирикам, предостерегающих их от «семи смертных грехов», проиллюстрированных поучительными примерами, что делает её ценным источником по истории повседневного быта и менталитета населения Англии начала XIV века. Поскольку Мэннинг существенно дополнил свой первоисточник местными легендами, его поэма состоит не из 54 историй, как у Уильяма Уэддингтонского, а из 65-ти. «Наставление о грехах» сохранилось не менее чем в 9 рукописях XIV—XV веков.
Мэннингу также приписывают рифмованную поэму «Размышления о страстях Господа нашего Иисуса» (англ. Meditacyuns of the Soper of our Lorde Ihesus), в рукописях из собрания Харли Британской библиотеки и из Бодлианской библиотеки, следующую вслед за текстом «Наставления о грехах», и впервые полностью опубликованную в 1875 году Обществом древнеанглийских текстов.

## Историческая роль
Будучи преимущественно историографом, Роберт Мэннинг сыграл заметную роль в истории английского летописания первой трети XIV века, для которого характерен был переход от латинского и англо-нормандского языков к среднеанглийскому. Его поэтический стиль и язык довольно просты, однако в «Наставлении о грехах» встречаются довольно оригинальные выражения и живые обороты, способные заинтересовать даже современного читателя.
Историк Томас Лоуренс Кингтон-Олифант называл «Наставление о грехах» подлинной вехой в истории английской литературы, а опубликовавший в 1887 году сочинения Мэннинга филолог Фредерик Джеймс Фёрниволл считал его реформатором в истории литературного английского языка, «сделавшим его гибким и лёгким».

## Публикации
- The Story of England by Robert Manning of Brunne, A.D. 1338, ed. by Frederick James FurnivalI // Rerum Britannicarum Medii Aevi Scriptores. — Volume 87. — Part 1. — London: Longman & Company, 1887. — xxiii, 454, 40 p.
- The Story of England by Robert Manning of Brunne, A. D. 1338, ed. by Frederick James Furnivall. — Volume 1. — Cambridge University Press, 2012. — ISBN 978-1139380799. (reprint)
- Handlyng Synne by Robert Mannyng, Idelle Sullens, William de Wadington // Medieval & Renaissance Texts & Studies. — Volume 14. —  New York; Binghamton: Center for medieval a. early Renaissance studies, 1983. — 382 p.